# Срђан Граховац
Срђан Граховац (Бања Лука, 19. септембар 1992) je српски фудбалер из Републике Српске и Босне и Херцеговине. Игра на позицији везног играча а наступа за ФК Борац Бања Лука и капитен је младе фудбалске репрезентације БиХ. Висок је 182 cm,а тежак 75 kg. За А тим Борца уписао је преко стотину наступа.

## Клупски наступи
Срђан Граховац је изданак Борчеве фудбалске школе. Дебитовао је за сениорски тим Борца у лигашким мечевима, 1. августа 2009. године у Лакташима против истоименог клуба у утакмици првог кола Премијер лиге БиХ. У први тим прекомандовао га је тренер Велимир Стојнић у свом првом мандату на клупи тима са бањалучког Градског стадиона. До марта 2014. за први тим Борца Граховац је забиљежио 110 наступа у лиги БиХ и европским такмичењима. За то вријеме постигао је 6, а асистирао код 10 погодака за свој клуб. Први гол за сениорски тим у лигашким такмичењима постигао је у Широком Бријегу у побједи Борца против истоименог домаћина од 2:1. Свој првијенац у европским такмичењима дао је у реванш мечу квалификација Лиге Европе у Никшићу против Челика.
Срђан Граховац је 2023. године напустио турски Ризеспор, и прешао у свој матични клуб бањалучки Борац.

## Репрезентација
Срђан Граховац је био капитен У-21 фудбалске репрезентације Босне и Херцеговине. Дебитовао је за младу репрезентацију БиХ, 1. јуна 2011. у мечу квалификација, против Сан Марина. Први гол за репрезентацију постигао је у посљедњем колу тог квалификационог циклуса у мечу против Њемачке 4:4. Укупно за репрезентацију наступио је 20 пута и постигао при томе 3 поготка од којих се посебно памти гол репрезентацији Шпаније. Одиграо је три утакмице (2016) за сениорску репрезентацију БиХ.

## Трофеји
Са екипом ФК Борац Бања Лука освајач је свих домаћих трофеја у БиХ и Републици Српској.
- Шампион БиХ 2010/11
- Побједник Купа БиХ 2009/2010
- Куп Републике Српске 2010/11, 2011/12
- Првенство Казахстана са Астаном (2017)